# Małoje Buszkawa
Małoje Buszkawa (biał. Малое Бушкава; ros. Малое Бушково) – wieś na Białorusi, w obwodzie mohylewskim, w rejonie mohylewskim, w sielsowiecie Suchary, nad Rastą.